# Odontomesa nearctica
Odontomesa nearctica är en tvåvingeart som beskrevs av Ole Anton Saether 1985. Odontomesa nearctica ingår i släktet Odontomesa och familjen fjädermyggor. Inga underarter finns listade i Catalogue of Life.